# Hebei Airlines
Hebei Airlines авіакомпанія Китаю зі штаб-квартирою в місті Шицзячжуан (провінція Хебей), що працює в сфері регулярних пасажирських перевезень на внутрішніх авіалініях країни. Утворилася в 2010 році шляхом ребрендингу авіакомпанії Northeast Airlines
Портом приписки перевізника і його головним транзитним вузлом (хабом) є Шицзячжуанський міжнародний аеропорт Чжендін.

## Історія
Авіакомпанія почала операційну діяльність 29 червня 2010 року, реорганізувавшись з іншого авіаперевізника Northeast Airlines.

## Флот

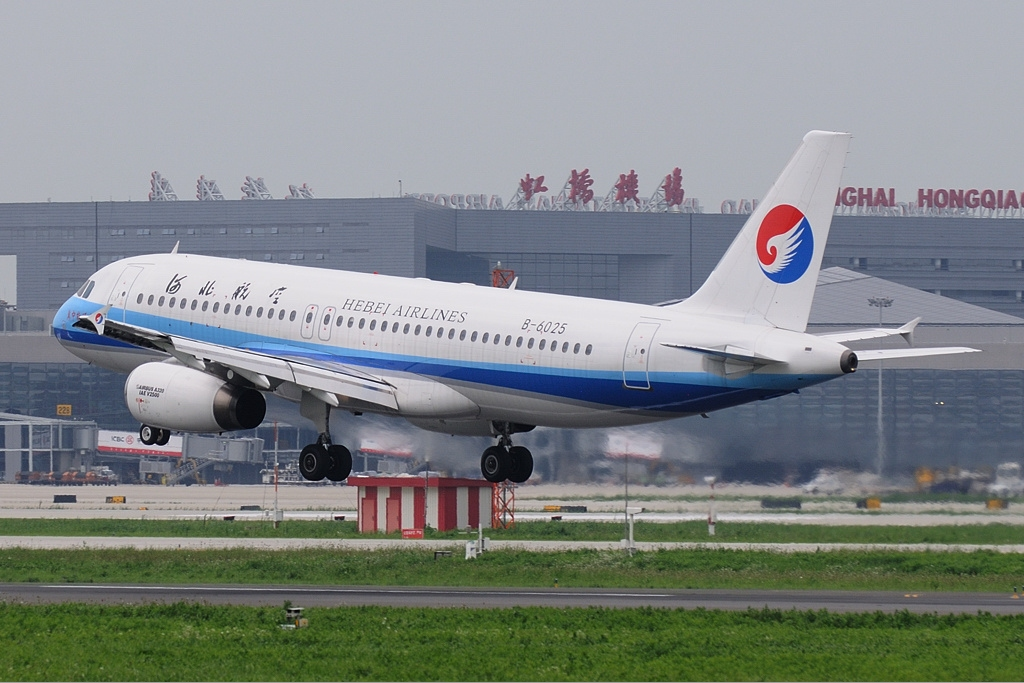
Airbus A320 авіакомпанії Airlines Hebei

У листопаді 2015 року повітряний флот авіакомпанії Hebei Airlines складали наступні літаки: